# خلیفه حصار
خلیفه حصار یا خلیفه حصار و میلان روستایی در استان زنجان شهرستان ابهر واقع در منطقه گردشگری دهستان درسجین می‌باشد. خلیفه حصار یکی از روستاهای گردشگر پذیر این دهستان به‌شمار می‌آید. مردم این روستا به زبان لری بختیاری سخن می‌گویند.
از محصولات عمده این روستا می‌توان به انگور، گردو، بادام و گندم اشاره کرد. این روستا در دامنه کوه قرار گرفته شده است و دارای آب هوای کوهستانی است. فاصله این روستا تا شهر ابهر ۱۵ کیلومتر است.

## آثار باستانی
آرامستان کهن روستا به نام تپه سپید مربوط به دوره سلجوقیان است و در شهرستان ابهر، بخش مرکزی، دهستان درسجین، روستای خلیفه حصار، ۹۴۰ متری ج ش روستای خلیفه حصار واقع شده و این اثر در تاریخ ۱۸ شهریور ۱۳۸۷ با شمارهٔ ثبت ۲۳۲۴۹ به‌عنوان یکی از آثار ملی ایران به ثبت رسیده است.

## مردم
مردم این روستا به زبان لری بختیاریسخن می‌گویند. و از طوایف هفت لنگ زراسوند (احمدخسروی) و چهارلنگ دودانگه می‌باشند. و پیروی مذهب شیعه دوازده‌امامی هستند.

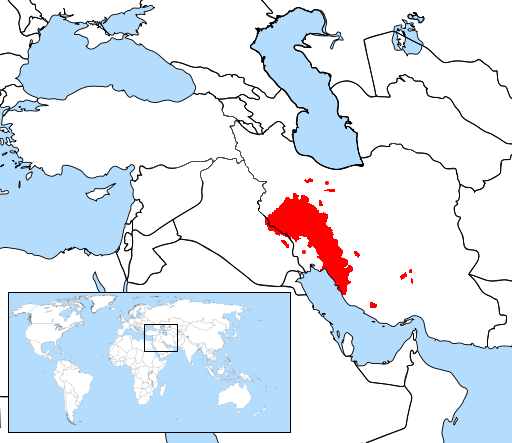
توزیع جغرافیایی مناطقی که در آن‌ها به زبان لری سخن گفته می‌شود

## آب و هوا
حداکثر رطوبت نسبی در روستا بالغ بر ۵/۹۴٪ وحداقل آن ۳/۲۳٪ مقدار متوسط بارندگی سالیانه ۳۰۰ میلیمتر است.

## معادن
خلیفه حصار دارای توده معادن غنی و سرشار سیلیس است و ذخایر معادن این روستا برای فرآوری به کارخانه خرمدره فرستاده می‌شود.

## اقتصاد
اقتصاد خلیفه حصار بر پایهٔ کشاورزی، دامداری است و محصول انگور این روستا به شهرهای مختلف من جمله تهران فرستاده می‌شود.

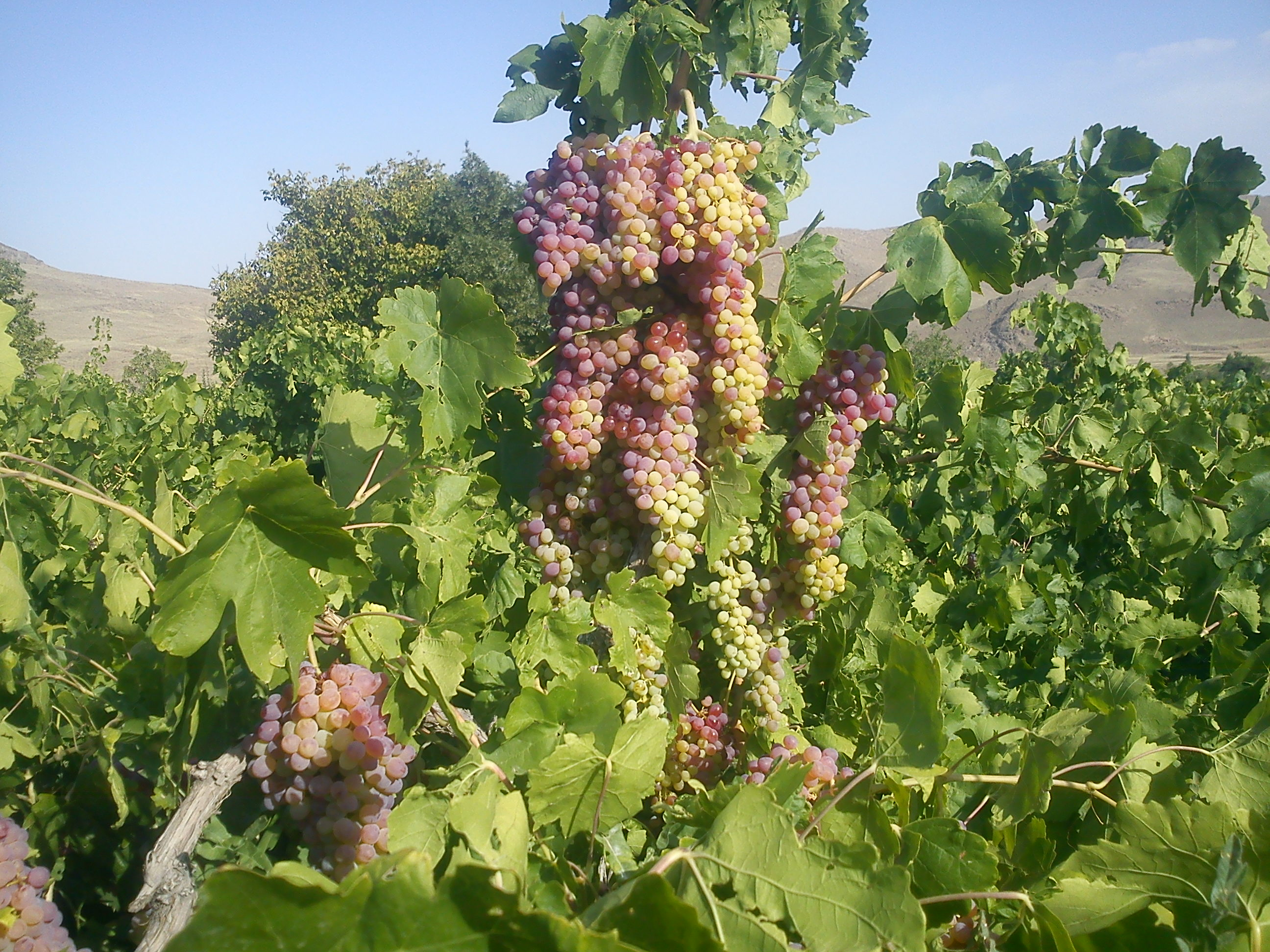

## فاصله
فاصلهٔ روستای خلیفه حصار با برخی از مناطق پر رفت‌وآمد:
| شهر مقصد | مسافت       |
| -------- | ----------- |
| ابهر     | ۱۵ کیلومتر  |
| زنجان    | ۱۲۰ کیلومتر |
| خرم‌آباد  | ۴۷۰ کیلومتر |
| تهران    | ۲۶۰ کیلومتر |
| رشت      | ۱۹۵ کیلومتر |
| همدان    | ۲۲۰ کیلومتر |

## نگارخانه

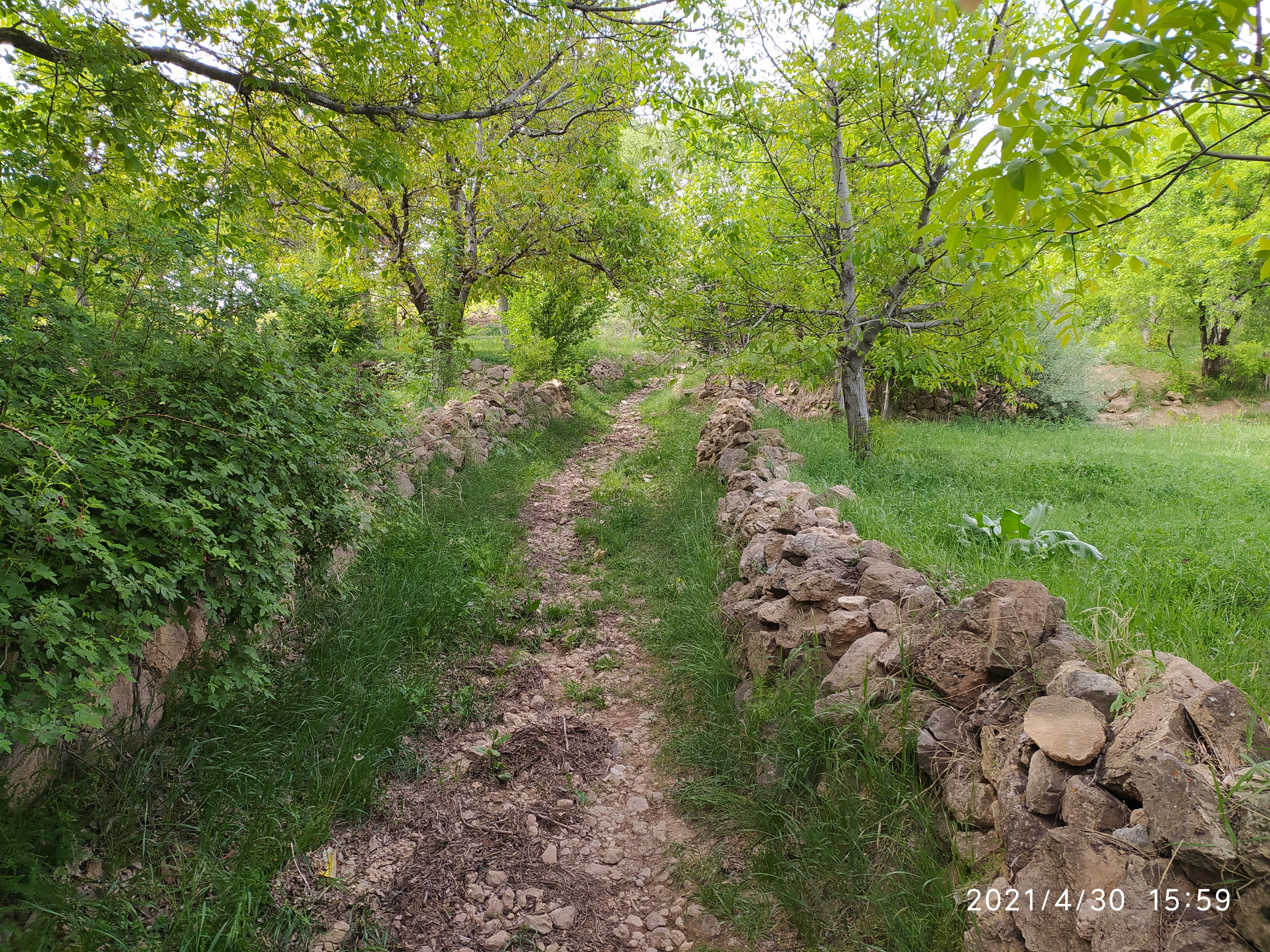
کوچه باغهای زیبا

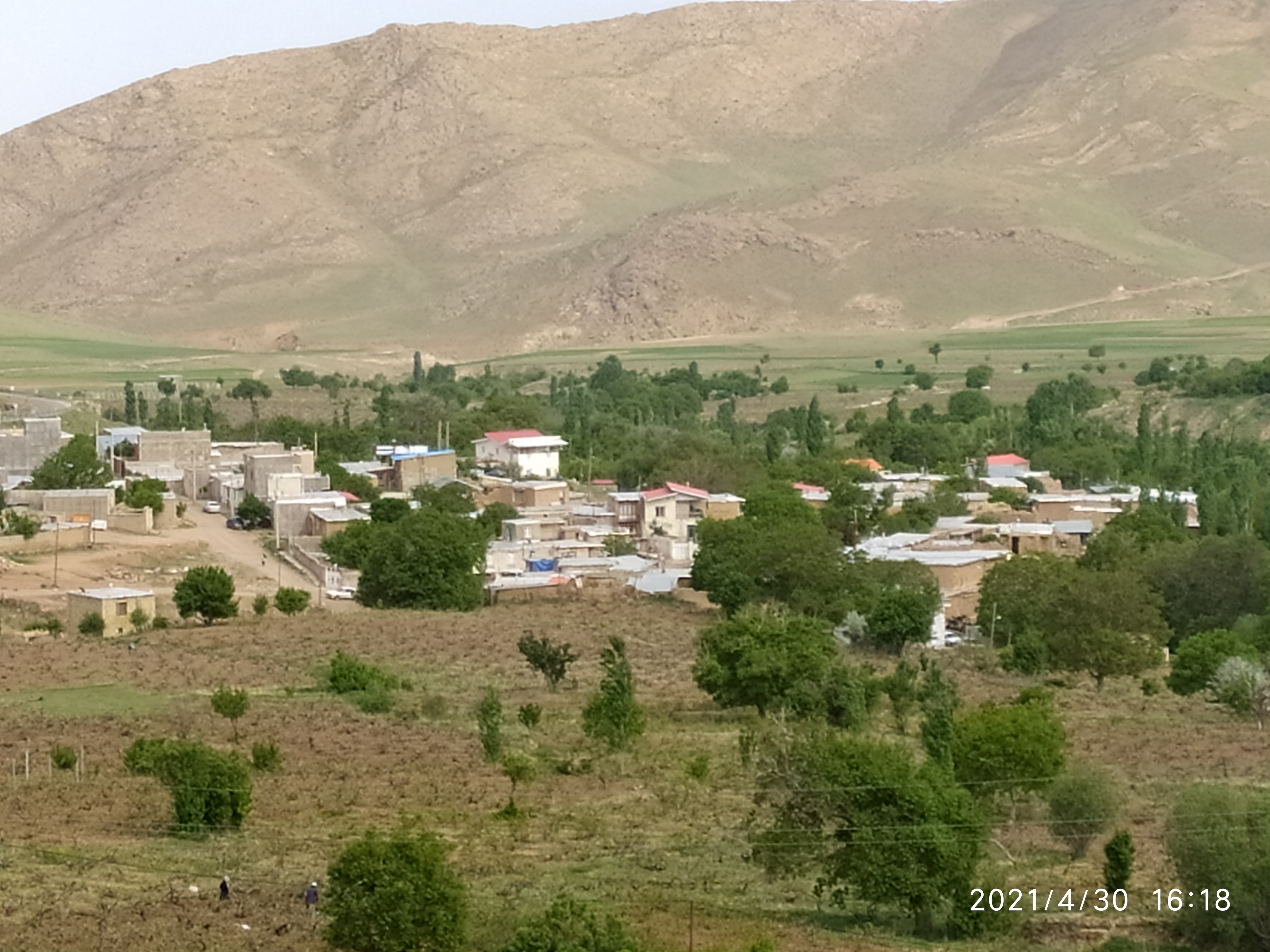
چشم‌انداز از فراز کوه

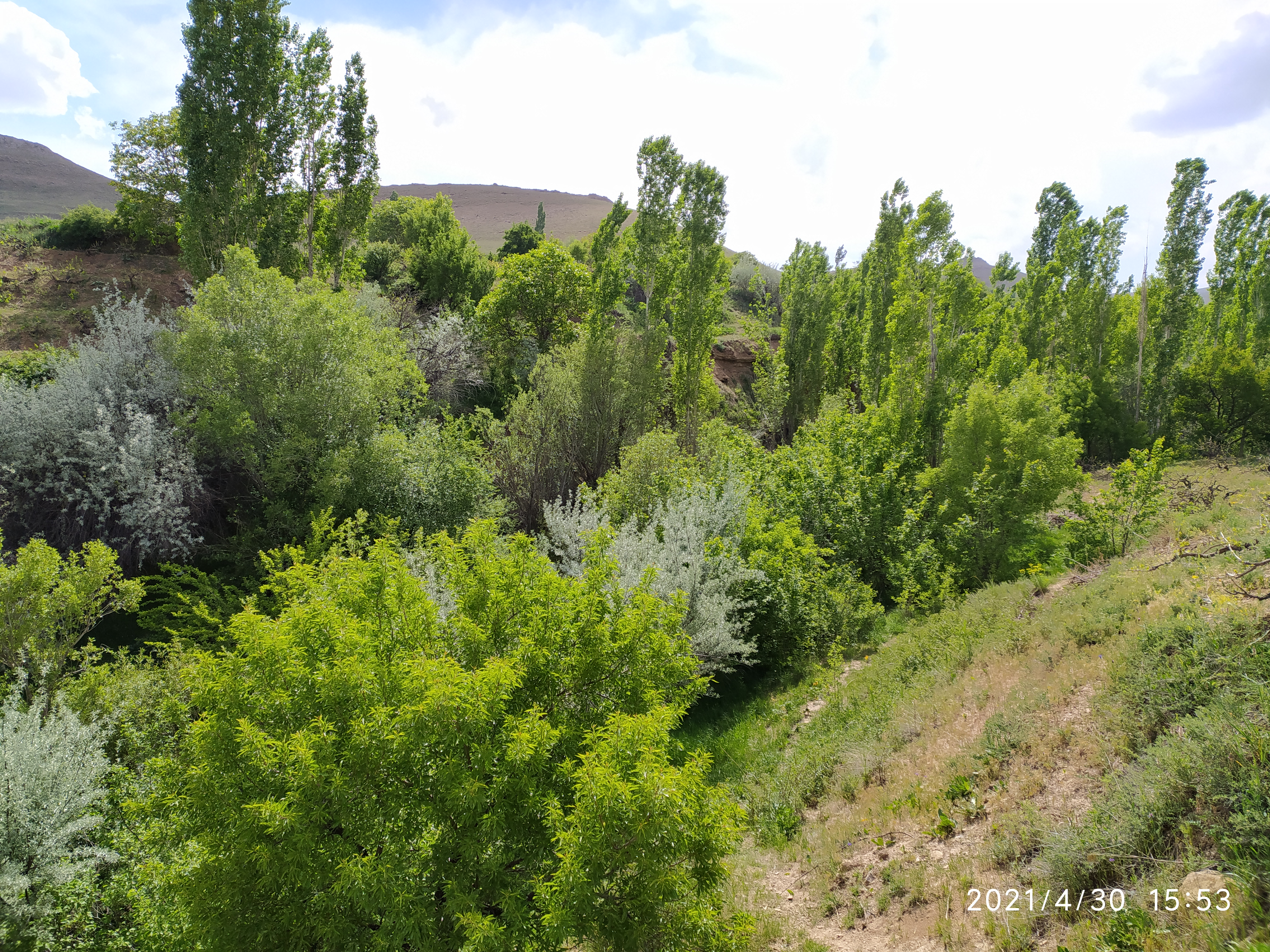
چشم‌انداز طبیعی با درختان سنوبر و بید

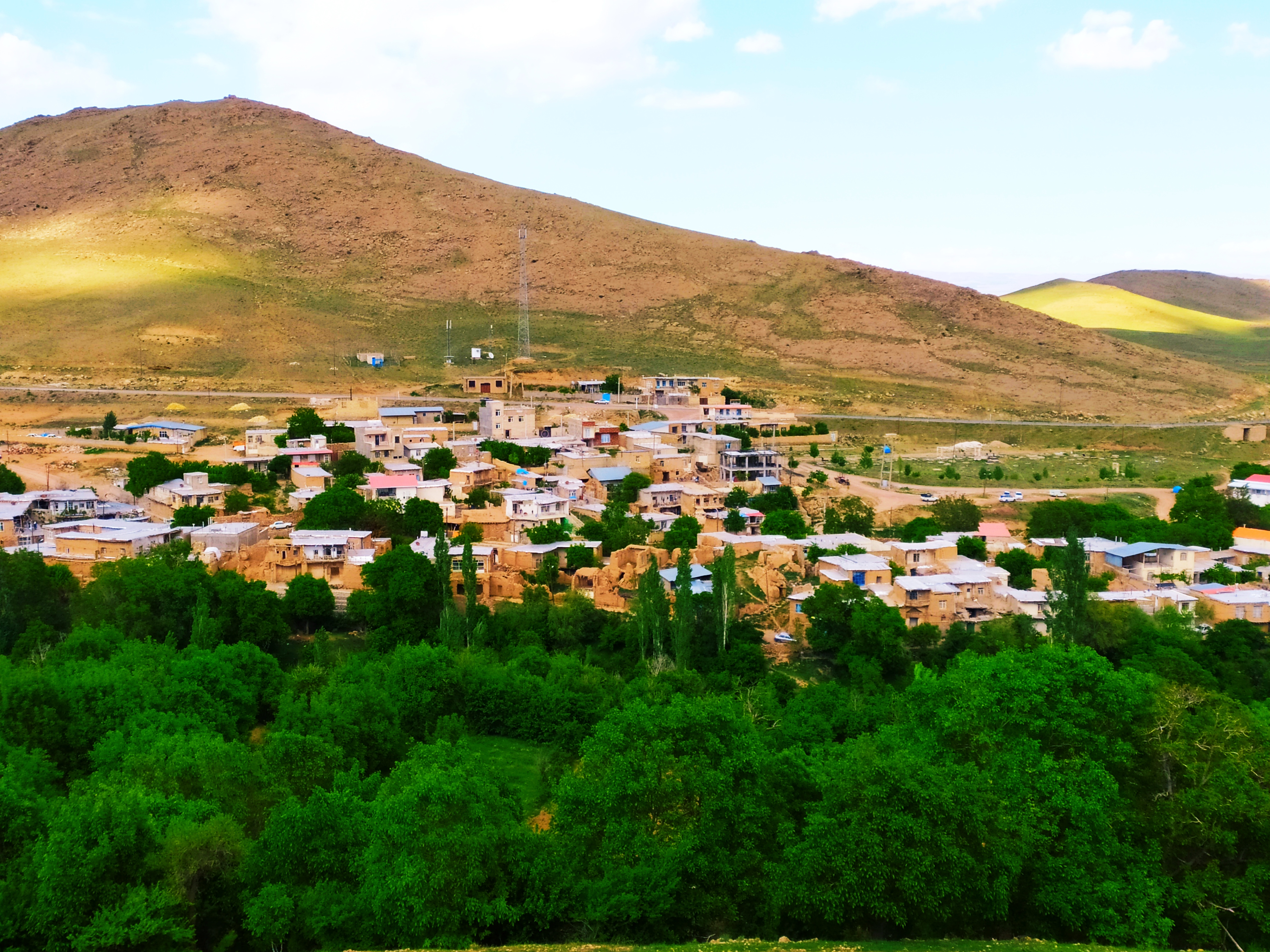
دورنمایی از روستا

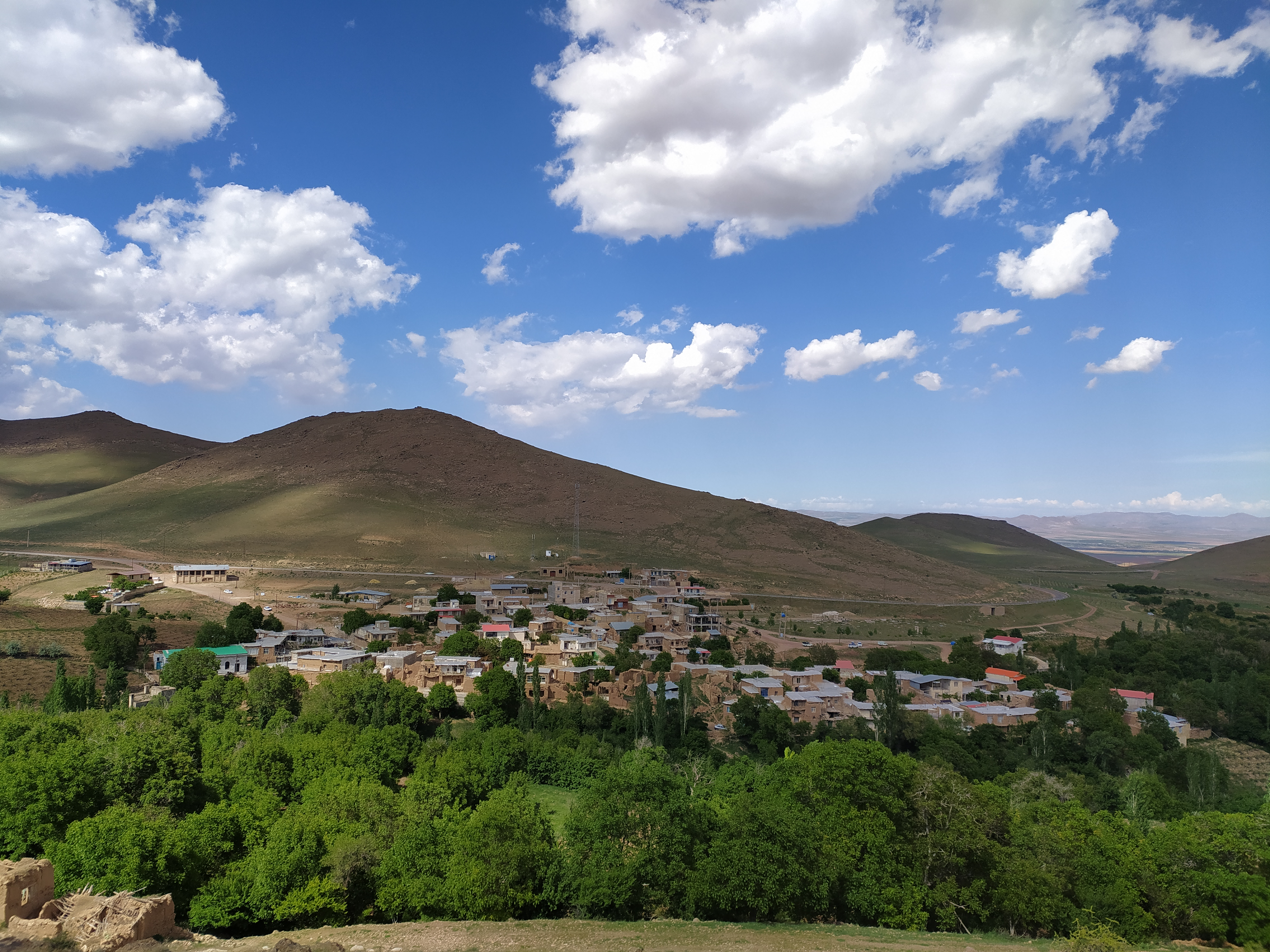
دورنمایی از روستا

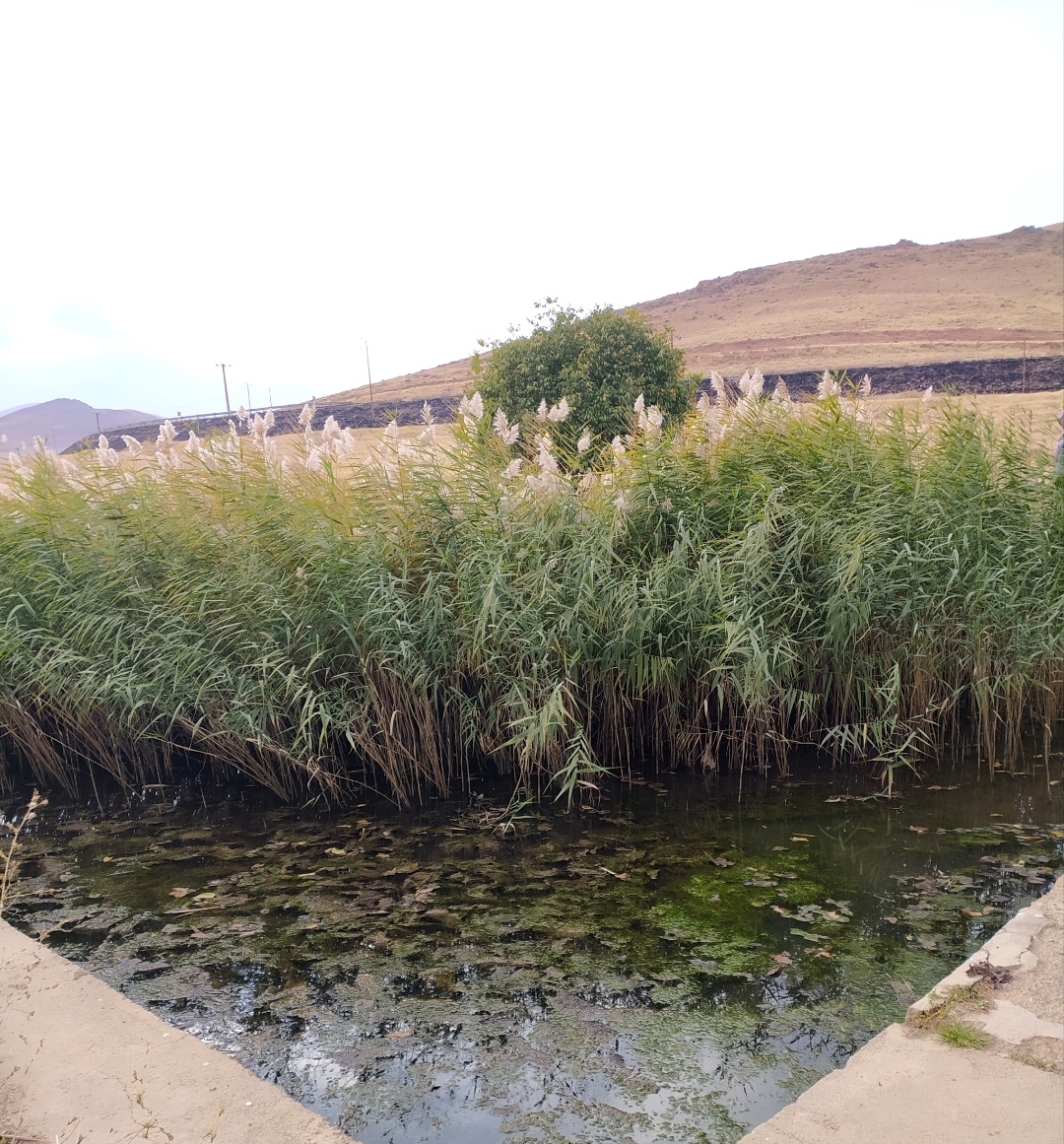
آبگیر روستا

نشان‌وارهٔ دهیاری خلیفه حصار

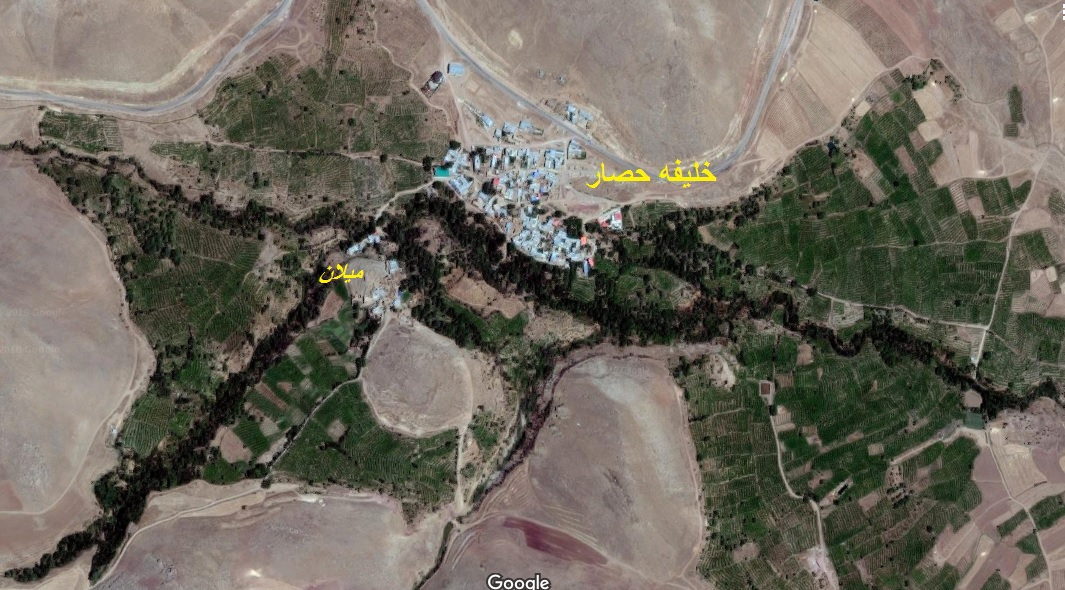
تصویر ماهواره‌ای